# Arcola (Ligurien)
Arcola ist eine Stadt mit 10.181 Einwohnern (Stand 31. Dezember 2023) in der italienischen Region Ligurien. Die Gemeinde liegt in der Provinz La Spezia.

## Lage
Die Gemeinde liegt in einer Hügellandschaft Liguriens, welche den Golf von La Spezia von der Magraebene trennt. Arcola ist eine der acht Gemeinden des Val di Magra und gehört zu der historischen Region Lunigiana.